# Archiginnasio d'oro
L'Archiginnasio d'oro è il maggior riconoscimento che il Comune di Bologna assegna a personalità del mondo della cultura e della scienza. Il riconoscimento viene assegnato con delibera di consiglio.

## Storia
Nel 1963, anno del IV centenario della fondazione del Palazzo dell'Archiginnasio di Bologna, l'amministrazione comunale provvide all'istituzione di un premio annuale denominato Archiginnasio d'oro consistente in una targa d'oro sulla quale venne artisticamente incisa la facciata del palazzo stesso.
Nel corso della celebrazione del IV centenario del palazzo dell'Archiginnasio di Bologna furono conferite tre targhe:
- al pittore Giorgio Morandi per avere contribuito ad accrescere il prestigio dell'arte italiana con una delle esperienze più singolari e valide della pittura contemporanea.
- al professore Francesco Flora per avere dato lustro alla cultura umanistica contemporanea con studi e opere, fra cui spicca la Storia della letteratura italiana (premio alla memoria)
- al professore Giampietro Puppi per la sua attività di scienziato e l'opera organizzativa esplicata quale direttore dell'Istituto di Fisica "Augusto Righi", di cui ha saputo fare un centro vivo di ricerche che si è imposto all'attenzione dell'Italia e del mondo.

## Elenco dei premiati
| Nominativo | Nominativo                  | Professione                                   | Data del conferimento |
| ---------- | --------------------------- | --------------------------------------------- | --------------------- |
|            | Francesco Flora             | Scrittore                                     | 17 febbraio 1963      |
|            | Giorgio Morandi             | Pittore                                       | 17 febbraio 1963      |
|            | Giampietro Puppi            | Scienziato                                    | 17 febbraio 1963      |
|            | Enrico Redenti              | Giurista                                      | 17 febbraio 1963      |
|            | Antonio Segni               | Presidente della Repubblica                   | ottobre 1963          |
|            | Rodolfo Mondolfo            | Filosofo e storico                            | 16 giugno 1964        |
|            | Francesco Bilancia          | Prefetto                                      | marzo 1965            |
|            | Denis Mahon                 | Critico d'arte                                | 1 settembre 1965      |
|            | Giuseppe Dozza              | Ex-sindaco di Bologna                         | 21 aprile 1966        |
|            | Giacomo Lercaro             | Cardinale                                     | 26 novembre 1966      |
|            | Riccardo Bacchelli          | Scrittore                                     | 17 aprile 1971        |
|            | Gian Maria Volonté          | Attore                                        | 24 giugno 1972        |
|            | Mario Cerutti               | Prefetto                                      | 1972                  |
|            | Cesare Gnudi                | Sovrintendente                                | 18 maggio 1973        |
|            | Giulio Supino               | Studioso di scienza e tecnica                 | 30 settembre 1974     |
|            | Oliviero Mario Olivo        | Professore di anatomia umana                  | 23 ottobre 1976       |
|            | Francesco Molinari Pradelli | Pianista, compositore e direttore d'orchestra | 18 ottobre 1978       |
|            | Giuseppe Raimondi           | Saggista, critico d'arte                      | 18 ottobre 1978       |
|            | Michelangelo Antonioni      | Regista                                       | gennaio 1980          |
|            | Giovanni Favilli            | Scienzato                                     | 22 dicembre 1981      |
|            | Luciano Minguzzi            | Artista e scultore                            | 15 dicembre 1982      |
|            | Luciano Anceschi            | Filosofo                                      | 15 novembre 1983      |
|            | Marcello Ceccarelli         | Scienziato astrofisico                        | 2 febbraio 1985       |
|            | Armand Hammer               | Imprenditore                                  | 22 febbraio 1986      |
|            | Giuseppe Dossetti           | Giurista, politico, sacerdote                 | 22 febbraio 1986      |
|            | Gina Fasoli                 | Medievalista                                  | 22 febbraio 1987      |
|            | Giovanni Maria Bertin       | Pedagogista                                   | 27 febbraio 1988      |
|            | Delfino Insolera            | Scienziato                                    | 11 marzo 1989         |
|            | Ezio Raimondi               | Docente di letteratura italiana               | 26 gennaio 1991       |
|            | Carlo Maria Badini          | Sovrintendente del Teatro Comunale di Bologna | 15 febbraio 1992      |
|            | Mario Gattullo              | Docente di scienze dell'educazione            | 1992                  |
|            | Enzo Biagi                  | Giornalista                                   | 18 febbraio 1993      |
|            | Pupi Avati                  | Regista                                       | 14 febbraio 1995      |
|            | Giulio Gaist                | Neurochirurgo                                 | 16 novembre 1996      |
|            | Renato Canestrari           | Psicologo                                     | novembre 1998         |
|            | Andrea Emiliani             | Storico dell'arte                             | 27 gennaio 2000       |
|            | Nicola Matteucci            | Docente di filosofia morale                   | 17 marzo 2001         |
|            | Vittorio Bonomini           | Nefrologo                                     | 22 febbraio 2003      |
|            | Sante Tura                  | Ematologo                                     | 13 dicembre 2003      |
|            | Giovanni Bersani            | Politico, fondatore del CEFA                  | 3 aprile 2004         |
|            | Franco Pannuti              | Oncologo, fondatore dell'ANT                  | 29 giugno 2006        |
|            | Luigi Ferdinando Tagliavini | Musicologo                                    | 9 ottobre 2007        |
|            | Antonio Faeti               | Scrittore                                     | 17 febbraio 2011      |
|            | Eugenio Riccomini           | Critico d'arte                                | 17 febbraio 2011      |
|            | Pier Ugo Calzolari          | Rettore dell'Università di Bologna            | 7 ottobre 2013        |
|            | Luigi Pedrazzi              | Politologo, storico                           | 25 giugno 2014        |
|            | Isabella Seragnoli          | Imprenditrice, filantropa                     | 14 marzo 2016         |
|            | Vincenzo Balzani            | Docente universitario, chimico                | 15 febbraio 2017      |
|            | Wolfango Peretti Poggi      | Pittore                                       | 5 febbraio 2018       |
|            | Giorgio Ghezzi              | Docente universitario                         | maggio 2019           |
|            | Paolo Prodi                 | Storico, Accademico dei Lincei                | dicembre 2020         |
|            | Romano Prodi                | Docente universitario, politico               | 15 aprile 2024        |